# ماينكرافت: ستوري مود
ماينكرافت: ستوري مود (بالإنجليزية: Minecraft: Story Mode)‏، هي لعبة فيديو من نوع مغامرات، صدر الموسم الأول في عام 2015، وجمعت الحلقات في لعبةٍ واحدة عام 2016، وصدر الموسم الثاني في عام  2017، حيث توفرت لعدة منصات ومنها نينتندو سويتش، بلاي ستيشن 4 وإكس بوكس 360، وهي من دار نشر تلتيل غيمز بترخيص من موجانغ مطور لعبة ماينكرافت الأصلية.
يدعم الموسم الثاني من اللعبة اللغة العربية قوائم وترجمة، بينما لا يدعمها الموسم الأول.

## المواقع الخارجية
- الموقع الرسمي
- الموقع الرسمي